# Viktoriagården

Viktoriagården är ett behandlingshem i Spelvik i Nyköpings kommun.
Det är ett socialterapeutiskt inriktat boende med daglig verksamhet för ungdomar och vuxna med funktionsnedsättningar. Viktoriagården erbjuder individanpassade lösningar för personer med utvecklingsstörning, autism eller autismliknande tillstånd med stora individuella omvårdnadsbehov.